# Lernpatenschaft
Als Lernpatenschaft wird die Zusammenarbeit unter Schülern, Studenten oder Unternehmen mit Schülern bezeichnet. Zwischen Schülern oder Studenten dient sie der Förderung leistungsschwächerer. Lernpatenschaften (Lernpartnerschaft) zwischen Unternehmen und Schülern dienen unter anderem der frühzeitigen Berufsorientierung.

## Lernpatenschaft in der DDR
In der DDR dienten Lernpatenschaften hauptsächlich der Betreuung eines leistungsschwächeren Schülers durch einen leistungsstärkeren Schüler. Beide Schüler entstammten demselben Klassenverband. Die Lernpatenschaften beinhalteten Hilfe und Motivation bei der Erledigung der Hausaufgaben sowie bei der Erarbeitung des Lernstoffes und waren nicht auf einzelne Fächer beschränkt.
Bei einer Befragung von 1582 Schülern in den Jahren 1988 und 1989 gaben 10,7 Prozent an der Schüler der neunten und 9,4 Prozent der Schüler der zehnten Klasse an, eine Lernpatenschaft übernommen zu haben.
Lernpatenschaften wurden vom Klassenlehrer oder dem Gruppenpionierleiter initiiert und im Rahmen eines Pioniernachmittages besprochen. Kommerzielle Nachhilfeschulen bestanden in der DDR nicht.